# Здравко Драгнев
Здравко Цветанов Драгнев е български режисьор и сценарист на документални филми.
Роден е в град София на 24 септември 1943 г. Завършва през 1968 г. кинорежисура във Филмовия и телевизионен факултет на Академията за сценични изкуства в Прага. Сред преподавателите му са Милош Форман и Милан Кундера. От 1971 до 1980 г. работи в Студията за игрални филми „Бояна“ и Студията за научнопопулярни и документални филми, а от 1981 г. – в Студията за телевизионни филми „Екран“. Автор е на повече от седемдесет документални филма. Единият от двамата му синове – Цветан Драгнев – също е режисьор на документални филми.

## Филмография (частична)
Като режисьор:
- Пасажери (2019), 71' – сърежисьор и съсценарист Цветан Драгнев
- Духове в старите къщи на София (2011), 62' – сц. Христо Илиев – Чарли
- Сребърна (2007)
- Ничии (2006), 35'
- Джу или изкуството да живееш (2006), 30' – за Юлия Гурковска
- Ньойски договор – победените надежди (2000), 30'
- Орфей и говедата (1998), 25'
- На Запад от София (1998), 40'
- Човекът, който открадна Чаплин (1996), 50'
- Страстите български: Цариградски разговори с Тончо Жечев (1993), 40' + 36' – сц. Тома Томов и Тончо Жечев
- Бляновете на Славе (1991), 43'
- Променящото се слънце на Япония
- Спомен за риба (1984), 22’
- Кафе с усмивки (1984), 7’
- Съблазни и въздържание (1983), 52' – сц. Васил Джерекаров, за певицата Гюрга Пинджурова, с критика към музикалното образование и популярната музика.
- Размисли (1982), 42'
- Проект на слънце (1982), 52'
- Кратка автобиография (1981), 47’ – сц. Христо Илиев – Чарли, за възрастен глух художник, истински светец и друг, млад, суетен самохвалко.[4]
- Чупетлово (1980), 23’ – сц. Христо Илиев – Чарли
- Елегия за празника (1980), 22’
- Капана – сц. Христо Илиев – Чарли[5]
- Златен медал за Шаро (1979), 16’
- Реквием (1979), 20’ – сц. Христо Илиев – Чарли, за последния парен локомотив в България.[4]
- Огнището (1976)
- Защо се усмихва Мона Лиза?

Като сценарист:
- Пасажери (2019) – сърежисьор и съсценарист Цветан Драгнев
- Сребърна (2007)
- Орфей и говедата (1998)
- Човекът, който открадна Чаплин (1996) – съсценарист Люба Кулезич
- Защо се усмихва Мона Лиза?

Като актьор:
- Смирен (2021) – Бащата на Васил
- Нашият Шошканини (1982) – Човекът с каскета

## Награди
- Награда на Министерството на културата „Златен век“ – звезда и Грамота за значим принос в развитието и утвърждаването на българската култура и национална идентичност и по повод 1 ноември 2023 - Ден на народните будители[6]
- Специална награда на журито за документален филм от Фестивала на българското документално и анимационно кино „Златен ритон“ в Пловдив за филма „Пасажери“ (2019)[7]
- Награда за най-добър български документален филм на 24-ия София филм фест#ЕСЕН за филма „Пасажери“ (2019)[8]
- Голямата награда за най-добър игрален документален филм на първото издание на Родопи филм фест за филма „Пасажери“ (2019)[3]
- „Златен ритон“ за най-добър документален филм за „Орфей и говедата“ (1998)[9]
- „Сребърен ритон“ за „Бляновете на Славе“ (1991)[10]
- „Златен ритон“ за най-добър документален филм за „Кратка автобиография“ (1981)[11]
- „Златен ритон“ за най-добър документален филм за „Чупетлово“ (1980)[11]